# بهاء طوقان
بهاء الدين طوقان سفير ودبلوماسي أردني.

## الوظيفة
انضم طوقان إلى الفيلق العربي وأصبح سكرتيراً للقائد العام عام 1932. بعد خمس سنوات، نقل إلى ديوان عبد الله الأول بن الحسين أمير إمارة شرق الأردن. عام 1941، وظّف كاتباً في الفيلق العربي وموظفاً في دائرة وحدة التعليم التابعة لبي بي سي كمذيع للعربية. ثم تعاقد مع البي بي سي للعمل في مكاتبها في لندن في السنة التالية.
عام 1944، عاد إلى الأردن. منذ نيسان (أبريل) 1945 وحتى آب (أغسطس) 1945، عمل مقدّراً لضريبة الدخل في إمارة شرق الأردن. خلال مفاوضات الشهرين التي جرت في إنجلترا أوائل عام 1946 لتوقيع معاهدة لندن (1946) عمل سكرتيراً لرئيس الوزراء سمير الرفاعي. ثم أصبح متصرفاً في محافظة البلقاء حتى 1947، حيث أصبح قنصلاً عاماً في القدس.
عام 1948، بدأ العمل كوزير أردني في بيروت. ثم انتقل إلى القاهرة من 1948 حتى 1951، حيث انتقل إلى أنقرة حتى 1954. بعد عامين، عُيّن وزير دولة للشؤون الخارجية. منذ 1956 حتى 11\3\1958، كان سفيراً للأردن في لندن.
بدءاً من مارس 11, 1958,[بحاجة لمصدر] أصبح مندوباً دائماً لدى مقر الأمم المتحدة في نيويورك. ألقى خطاباً في جلسة الجمعية العامة للأمم المتحدة تسبب في خلاف مع الحكومة الأردنية، فأعفي من منصبه بعد ذلك في الأول من أيلول عام 1958. وقد كان هذا الحدث مواكباً لحالة التوتر التي أعقبت محاولة الإنقلاب على الملك حسين في نيسان احتجّ طوقان على عبد المنعم الرفاعي, الذي أرسل لرئاسة جلسات الجمعية العامة مندوباً عن الأردن خلفاً لطوقان الذين طُلب منه العودة إلى الأردن. احتفظ بهذا المنصب حتى أكتوبر 6, 1965.
منذ عام 1962 وحتى مارس 18, 1966 كان وزير دولة للشؤون الخارجية. منذ مارس 18, 1966 وحتى عام 1971 رأس بعثة جامعة الدول العربية في روما.